# 莱比锡级护卫舰
莱比锡级（德語：Leipzig-Klasse）是德意志帝国海军于1870年代建造的两艘盖甲板护卫舰所使用的船级。该船级由首舰莱比锡号和阿达尔贝特亲王号共同组成；它们原本均以重大战役命名，其中莱比锡号得名于莱比锡战役，阿达尔贝特亲王号则依色当会战被命名为色当号。然而为了避免激怒法国，该舰在入役后不久便更名。莱比锡级实际上是以早期的阿里阿德涅级为基础设计，但要大得多、配备更强大的武器，且采用铁制结构舰体，使它们成为德国海军第一批用铁建造的护卫舰。该级舰是在1870年代初作为海军大规模造舰计划的一部分而订购，旨在前往德意志帝国感兴趣的海外地区执行长期任务或在舰队内服役，但英国于1877年帕科查海战的经验使德国海军部确信，无装甲的军舰在面对欧洲海军建造的铁甲舰队时是毫无用处的。因此，莱比锡号和阿达尔贝特亲王号仅被部署至海外驻地，通常是为了通过炮舰政策意义上的力量投射来保护德国的利益，并促进德国殖民帝国从1880年代开始的扩张。
两艘同级舰分别在1870年代末和1880年代初进行了两次远航，主要是前往东亚。1878年，莱比锡号卷入了与尼加拉瓜的外交争端，即所谓的“艾森施图克事件”；阿达尔贝特亲王号则被用来保护德国在非洲不断壮大的殖民帝国。在1880年代中期，莱比锡号进行了大规模的重建，以便能够将其用作驻外分舰队的旗舰。从1888年至1893年，该舰便是以常驻巡洋分舰队的旗舰身份服役；在此期间，它曾参与1888－1890年在德属东非镇压阿布希里起义的行动。随后，莱比锡号在东非、中国和智利之间辗转，并在1891年智利内战期间保护当地的德国公民。与此同时，阿达尔贝特亲王号于1886年改作教学舰，并以此身份服役了三年，直到1890年5月被降级为一艘宿营船。它最终于1907年出售拆解。莱比锡号到1895年也已经沦为一艘固定的宿营和训练用船，但仍一直幸存至1919年才意外沉没。它于1921年被打捞上岸，随后拆解报废。

## 设计
莱比锡级的发展可以追溯到1867年由海军少将爱德华·冯·雅赫曼制定的舰队计划。这是一项旨在加强普鲁士海军在普奥战争之后的扩张计划，要求建造总共20艘螺旋桨护卫舰。当莱比锡级的设计工作于1871年开始时，由普鲁士主导的德意志邦联已经赢得普法战争并建立了德意志帝国。德国海军部新任部长阿尔布雷希特·冯·施托施将军将雅赫曼的无装甲护卫舰计划纳入了他于1873年制定的新舰队计划。与此同时，在帝国海军内部，关于使用铁而非传统的木板来建造大型军舰的舰体，仍然存在着较大的争议。1868年开始建造的普鲁士级作为德国第一批大型铁胁军舰，已经取得了成功，英国的螺旋桨巡防舰无常号亦是如此，这是全世界第一艘用于远洋巡航的铁胁军舰。因此，建造部门决定采用铁制舰体作为新型护卫舰的设计。
莱比锡号原本是作为与弗蕾亚号相同的改进版阿里阿德涅级护卫舰，而以“图斯内尔达号”（Thusnelda）的名义订购。但在建造工程开始之前，它就被重塑为一个更大的设计。新设计于1871－1872年间准备就绪，并于两年后开始建造。设计者原本打算将这些舰只除了用作诸如宣示国力、保护德国商船和确保德国在海外的经济利益等常规的巡洋任务外，还可胜任主舰队的侦察舰职责。但就在这两艘护卫舰竣工前不久，英国巡防舰沙阿号和护卫舰紫水晶号在帕科查海战中与秘鲁铁甲舰瓦斯卡尔号交战，表明了无装甲军舰在面对当代铁甲军舰时几乎毫无用处。因此，莱比锡号和阿达尔贝特亲王号并未投入本土舰队中服役，它们仅被部署至不太可能与敌方铁甲部队遭遇的海外驻地。德国海军将领卡尔·帕申曾在职业生涯后期指挥过这两艘舰，将它们描述为“宜居之舰”并称赞其宽敞的舰体，证明了它们非常适合在海外的长期部署。

### 整体特征
莱比锡级护卫舰的的水线长和全长分别为87米和87.5米，有14米的舷宽以及6.2米的前吃水和6.9米的后吃水；其标准排水量为3,980吨，满载时则可达4,626吨。它们的舰体是采用横向和纵向铁框架构造，带有两层木板和一层镀铜护套，以保护舰体在海外长时间巡航时免受生物淤积的侵害，因为在长途航行中无法进行定期维护。舰体被分成七个水密隔舱；其中莱比锡号于1880年代中期进行了大规模重建，其隔舱数量被分成了九个，后来又改成十个。为了保护轮机舱，这些舰只还在其下方配备了双层船底。它们在设计时均设置有艏楼，但在完工时则改用了平甲板。
莱比锡号和阿达尔贝特亲王号是僵硬的船具，横摇和纵摇倾向均十分严重，尤其是当煤舱装满时。在使用风帆航行时，它们的表现亦相当勉强。舰只的标准船员编制为39名军官和386名水兵。每艘同级舰都可携带一些小型舰载艇，包括一艘哨艇、两艘机动艇、一艘大舢板、一艘独桅纵帆船、两艘高低桅帆船以及一艘小舢板。

### 推进装置
莱比锡级护卫舰由一台卧式三缸双胀蒸汽机提供动力，用以驱动一副直径为6米的双叶螺旋桨。莱比锡号和阿达尔贝特亲王号的蒸汽分别由十台和六台燃煤火管锅炉提供，它们被安放在一个独立的锅炉舱内，并通过管道引入一具可伸缩的烟囱内。莱比锡号发动机的额定功率为1,200标称马力，设计航速14節（26每小時）。但在速度试验中，它在6,050匹公制馬力（4,450千瓦特）的情况下达到了15.8節（29.3每小時）。阿达尔贝特亲王号也有类似的性能。这些舰只能够以10節（19每小時）的速度的巡航2,330海里（4,320），或以14節（26每小時）的速度的航行1,580海里（2,930）。作为在长途航行期间对蒸汽机的辅助动力，莱比锡号和阿达尔贝特亲王号各配备有一套总帆面积为2,600平方米的全帆装索具。
在1880年代的现代化改造过程中，莱比锡号获得了新的锅炉，需要加装第二具烟囱，不同于原来的样式，第二具烟囱不可伸缩。其原有的螺旋桨也被替换成直径为5.8米的四叶螺旋桨。此外，它还安装了一台发电机，在55伏特电压下的发电功率为9.1千瓦特（12.2匹馬力）。

### 武器装备
莱比锡号和阿达尔贝特亲王号各装备有十二门170毫米口径后装式箍炮，其中两门为25倍径、其余十门为较短的22倍径。两门25倍径炮是作为追击炮安置在舰艏，其余则安装在舷侧。这些火炮的射程为5,000米，合共配备1,226发弹药。在运用生涯的后期，两舰还加装了四门哈乞开斯37毫米转膛炮以及四具350毫米鱼雷发射管。鱼雷发射管安装在水线上方，其中舰艏两具，两边舷侧各一具，合共可携带十枚鱼雷。

## 同级舰
| 舰名             | 出处                 | 造船厂           | 动工   | 下水          | 竣工          |
| ---------------- | -------------------- | ---------------- | ------ | ------------- | ------------- |
| 莱比锡号         | 莱比锡战役           | 斯德丁伏尔铿船厂 | 1874年 | 1875年9月13日 | 1877年6月1日  |
| 阿达尔贝特亲王号 | 普鲁士亲王阿达尔贝特 | 斯德丁伏尔铿船厂 | 1875年 | 1876年6月17日 | 1877年8月28日 |

## 服役历史

### 莱比锡号

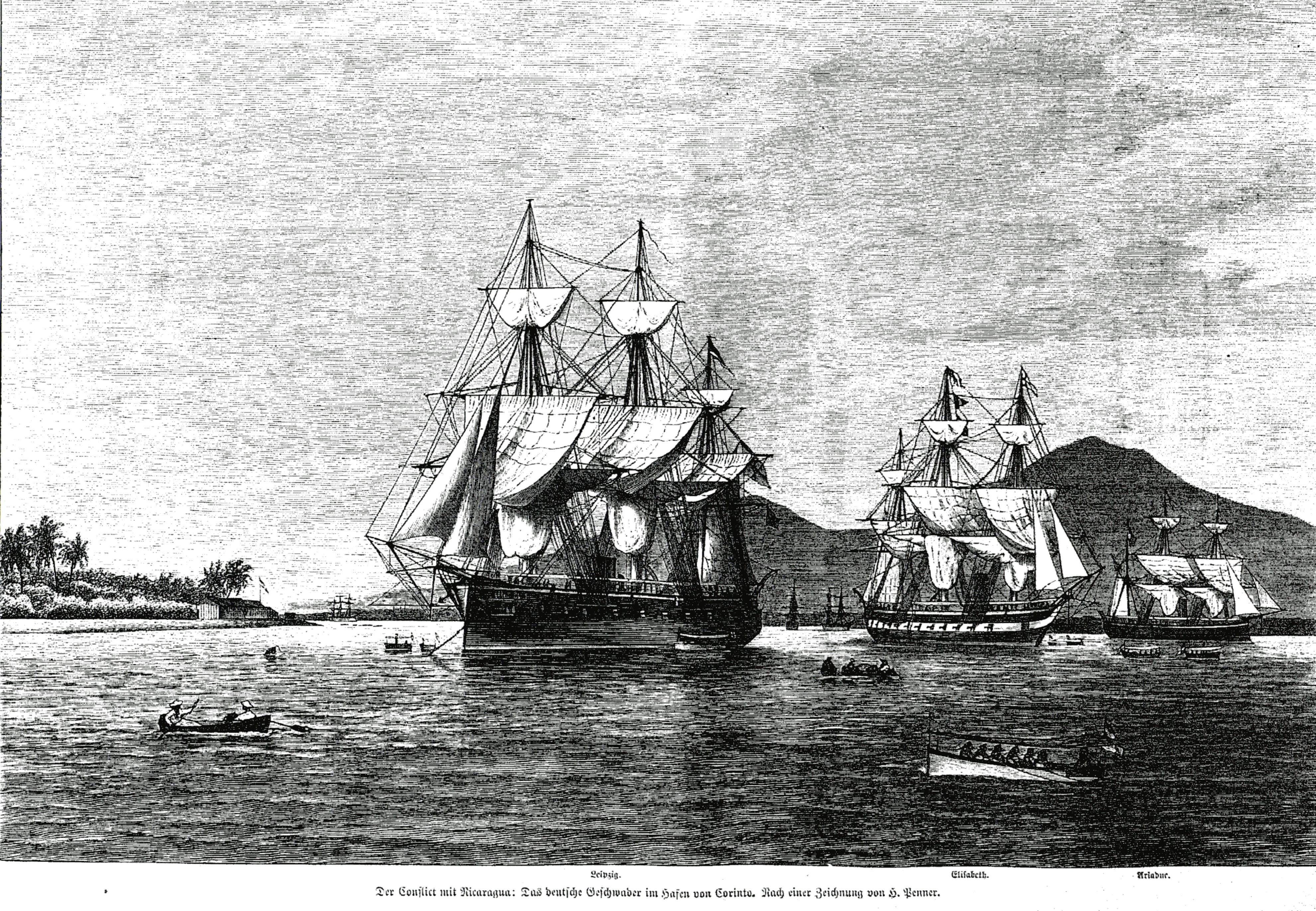
中美洲分舰队插画，从左到右分别是莱比锡号、伊丽莎白号和阿里阿德涅号

莱比锡号在运用生涯的早期阶段曾作为海军学员的教学舰进行过两次海外巡航。第一次是在1877年至1878年前往中美洲和东亚；在中美洲水域，该舰卷入了德国与尼加拉瓜之间的外交争端，即所谓的“艾森施图克事件”，而它在亚洲的大部分时间都是在日本度过的，大致相安无事。第二次航行发生于1882年至1884年，同样是去往东亚。在这次部署期间，莱比锡号曾搭载德国公使从中国前往朝鲜谈判一项贸易协议。在返回德国的途中，该舰又在新宣布的德属西南非洲殖民地停留，并在那里参加了升旗仪式。从1885年到1888年，莱比锡进行了广泛的现代化改造，以便能够将其用作驻外分舰队的旗舰。随着现代化改造反复出现问题，尤其是在舰只的航速上，导致工程推迟了一年半才完成。
1888年，莱比锡号开始了一项重大的海外部署，首先是去往德属东非，那里当时正在爆发阿布希里起义。它与其他几艘军舰组成了一支常驻巡洋分舰队，受海军少将卡尔·奥古斯特·戴恩哈德指挥。这些军舰协助保卫达累斯萨拉姆和巴加莫约，炮击沿岸的叛军，并派遣登陆部队上岸帮助夺回被叛军占领的城镇。起义于1890年被镇压，莱比锡号和分舰队中的其它巡洋舰得以驶往东亚。但在1891年智利内战爆发后，这些舰只被派去保护当地的德国国民，它们还派遣一支登陆部队到瓦尔帕莱索保护城里的德国人。战争结束后，莱比锡号航行到东非，但事实证明它在那里的存在是不必要的。它遂继续前往东亚，然后又被召回东非，因为德国方面担心桑给巴尔苏丹阿里·本·赛义德的继位会引发新的冲突。这是一种毫无根据的担心，于是在开普敦经检查发现该舰的舰况严重恶化后，它被召回德国。确认不值得修理后，莱比锡号于1895年被改造成一艘常驻威廉港的宿营和训练用船，直到1919年意外沉没。它于1921年被打捞上岸，随后在同年拆解报废。

### 阿达尔贝特亲王号

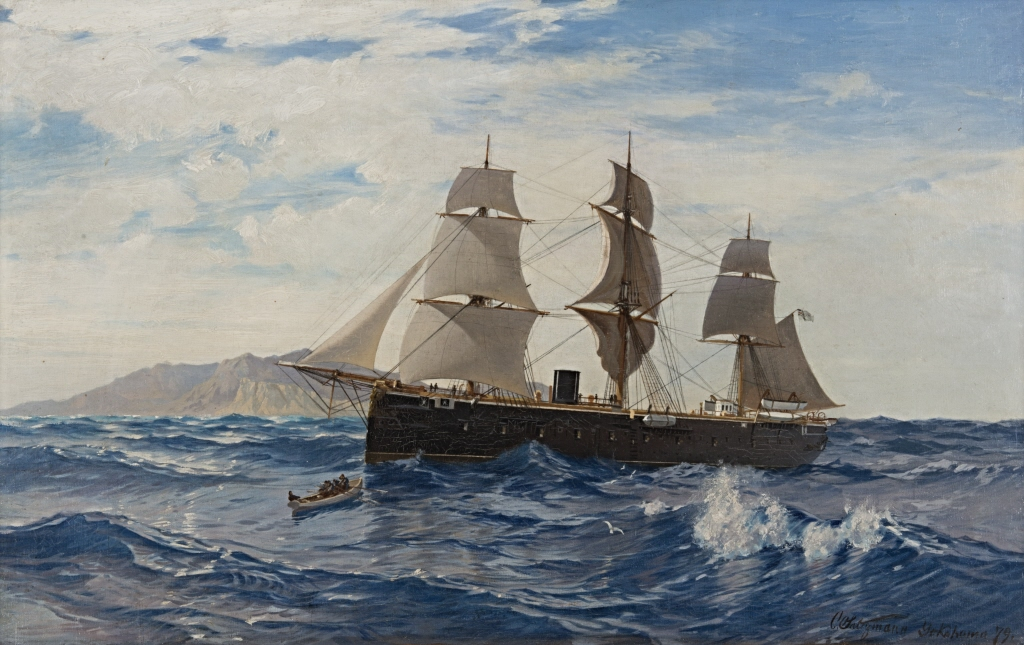
由所绘的阿达尔贝特亲王号油画

莱比锡级的二号舰原本是为纪念1870年普法战争的色当会战而被命名为“色当号”（德語：SMS Sedan），但为了避免激怒法国人，它于1878年更名为阿达尔贝特亲王号。该舰在其运用生涯中曾进行过两次海外巡航，均是前往东亚。第一次航行从1878年底持续到1880年底，它穿越大西洋、绕过南美洲，继而横渡太平洋到达中国。尽管威廉一世皇帝的孙子海因里希亲王期间也跟舰接受海军训练，但他在那里的时光并无波澜。第二次航行从1883年底到1885年底，历经反复修改；阿达尔贝特亲王号前往东亚的航程因一项将皇储腓特烈送往西班牙的命令而推迟。从那里，该舰穿过苏伊士运河，途经印度洋，然后向北航行到中国。在亚洲水域驻留时，它观察了1884年的中法战争，并在这场战争期间协助保护了在华的欧洲人。阿达尔贝特亲王号在亚洲待了不到六个月就被命令回国。回程也历经数次推迟，第一次是为了保护德国在南美西部的利益，然后是为了加入一个新的巡洋分舰队来解决与桑给巴尔岛的争端，第二次是在另一艘巡洋巡防舰施托施号修理时作为该分舰队的旗舰，继而又陷入与西班牙的殖民争端中。
1885年底返回德国后，阿达尔贝特亲王号于次年被改装成一艘海军学员的教学舰，但担任此职不足三年。在此期间，它在波罗的海进行训练巡航，参加舰队操练，并与其他训练舰一同展开前往西印度群岛和佛得角的海外长途巡航。到1888年，该舰已然消耗殆尽，退役并沦为一艘宿营船，直至1907年正式从海军名录中除籍，随后在鹿特丹拆解报废。